# 秋…冬への前奏曲
『秋…冬への前奏曲』（あきからふゆへのプレリュード）は、宝塚歌劇団のミュージカル作品で同劇団付演出家である谷正純の本公演（宝塚大劇場）デビュー作品。1990年9月21日から10月30日（新人公演は10月12日） に宝塚大劇場にて初上演された。大劇場での伴演作は『ザ・ショーケース』。
第二次世界大戦で侵攻したナチス・ドイツ軍撤退後のチェコスロバキアの民族問題を、ダンサーやそれらの支援者たちを通して描いた。
- 1990年の初演は花組がチェコのダンサー・ヤナーチェク（配役：大浦みずき）とスロバキアのダンサー・ナディア（ひびき美都）を軸に支援者・コマロフスキー伯爵（朝香じゅん）らをからめた描写がされた。副題は「悲しみのパ・ド・ドゥー（かなしみのパ・ド・ドゥー）[1]」。（東京公演なし）
- 1993年星組が全国ツアーで再演。ただしヤナーチェク・ナディアは登場せず、ダンサーたちの支援者・コマロフスキー伯爵（麻路さき）と伯爵のユダヤ人秘書レナーテ（白城あやか）が中心となるなど、同じ話でありながら大幅にストーリー構成が変容した[3] 作品となった。伴演作は『ワンナイト・ミラージュ[3]』。

1993年星組の公演場所
- 9月11日 - 9月13日　仙台
- 9月15日・16日　相模大野
- 9月18日・19日　市川
- 9月21日・22日　静岡
- 9月24日 - 9月26日　広島
- 9月28日・29日　鹿児島
- 10月1日 - 10月3日　福岡市民会館

## スタッフ（1990年初演時）
参考文献は80年史
- 作・演出：谷正純
- 作曲・編曲：吉崎憲治
- 編曲：橋本和明
- 音楽指揮：野村陽児
- 振付：羽山紀代美・尚すみれ
- 装置：関谷敏昭
- 衣装：任田幾英
- 照明：今井直次
- 小道具：榎本満春
- 効果：中屋民生
- 音響監督：松永浩志
- 演技指導：村田冨久
- 演出助手：木村信司・中村一徳
- 舞台進行：豊田登
- 制作：飯島健

## 配役
「（）」は新人公演・配役。不明点は空白とする。
| 役名                               | 1990年花組               | 1993年星組 |
| ---------------------------------- | ------------------------ | ---------- |
| ヤン・ヤナーチェク                 | 大浦みずき（愛華みれ）   | -          |
| ナディア・ベネシュ                 | ひびき美都（森奈みはる） | -          |
| コマロフスキー伯爵                 | 朝香じゅん（宝樹芽里）   | 麻路さき   |
| レナーテ                           | 香坂千晶（白城あやか）   | 白城あやか |
| アンジェイ・ペトリューラ           | 安寿ミラ（汐風幸）       | 稔幸       |
| ルボル・ベネシュ                   | 真矢みき（真琴つばさ）   |            |
| ジュリア                           | 華陽子（夏目佳奈）       |            |
| ジゼラ                             | 白城あやか（夢乃千琴）   | 陵あきの   |
| ソフィー・フォン・ケスラー男爵夫人 | 梢真奈美（霧原翔子）     | 洲悠花     |
| レオ・シュルツ                     | 未沙のえる（橘沙恵）     | 夏美よう   |
| ギノ・シュルツ                     | 大舞夏織（大伴れいか）   | 鞠村奈緒   |
| タチアナ                           | 北小路みほ（ ）          |            |
| アドロン                           | 磯野千尋（ ）            |            |
| ララ・アンデルセン                 | 峰丘奈知（ ）            |            |
| エーリッヒ・ケストナー             | 舵一星（ ）              |            |
| カレル                             | 香寿たつき（ ）          |            |
| ハンナ                             | 森奈みはる（ ）          |            |
| ノイマン中佐                       |                          | 一樹千尋   |